# Gérson (filho de Levi)
Gersão ou Gersam (em hebraico: גרשון), de acordo com a Torá, era o mais velho dos filhos de Levi e fundador patriarcal dos gersonitas, uma das quatro principais divisões entre os levitas nos tempos bíblicos.
Os gersonitas foram encarregados de cuidar da parte externa do tabernáculo, incluindo componentes como a tenda e a sua coberta, telas, portas e cortinas. Estudiosos bíblicos consideram o nome como sendo essencialmente o mesmo que "Gersão" (em hebraico: גֵּרְשֹׁם, hebraico moderno:  Gerəšom, tiberiano: Gēršōm), o que parece significar "um estrangeiro lá" (גר שם), e é este Gersão (filho de Moisés), que, às vezes, é listado no Livro das Crônicas como fundador de uma das facções levitas principais. A Torá denomina os filhos de Gersão como Libni e Simei.
Estudiosos textuais atribuem a genealogia do Livro de Gerações, um documento emanado de um grupo religioso-político semelhante ao que está por trás da fonte sacerdotal, e em uma data similar. De acordo com estudiosos da Bíblia, a genealogia da Torá para os descendentes de Levi é realmente um mito etiológico refletindo o fato de que havia quatro grupos diferentes entre os levitas, os gersonitas, os coatitas, o meraritas, e os Aronidas. Levando em conta estes estudiosos, levita era originalmente apenas o título de uma função, proveniente da palavra Minaim lawi'u, que significa "sacerdote", em vez do nome de uma tribo.